# Combat d'Audenarde
Guerre des Paysans
Batailles
- Saint-Nicolas
- 1er Boom
- Merchtem
- Zele
- Malines
- 2e Boom
- Hooglede
- Moorslede
- Zonnebeke
- 1er Diest
- 1er Louvain
- Alost
- Turnhout
- Enghien-Hal
- Hérinnes
- Audenarde
- Leuze
- 2e Louvain
- Ingelmunster
- Duffel
- Herentals
- Arzfeld
- Clervaux
- Amblève
- Stavelot
- Pollare
- Londerzeel
- Kapelle-op-den-Bos
- Bornem
- Meerhout
- 2e Diest
- 3e Diest
- Mol
- Jodoigne
- Marilles
- Beauvechain
- Hélécine
- Kapellen
- Meylem
- Hasselt

Le combat d'Audenarde se déroule pendant la guerre des Paysans.

## Déroulement
Le soir du 24 octobre 1798, les jeunes gens de Renaix se révoltent, le lendemain ils s'emparent de cette ville. Le 24, Audenarde est également assaillie par les paysans insurgés, mais sa petite garnison repousse les premières attaques. Cependant, le 25, les rebelles venus de Renaix s'emparent de la ville, détruisent les archives cantonales, brûlent l'arbre de la liberté et dévastent la caserne de gendarmerie et le poste du commandant. Cependant les paysans reprochent aux habitants des villes d'avoir peu soutenu l'insurrection, bon nombre d'entre eux jugent qu'ils en ont fait assez et regagnent leurs villages. Les chefs, restés avec les insurgés les plus déterminés, songent marcher sur Courtrai,. 
Mais dans la nuit du 26 au 27 octobre, un détachement français sort de Gand avec l'intention de reprendre Audenarde. Ils emploient une ruse en dissimulant des soldats déguisés dans la voiture d'un habitant de la ville, celle-ci entre sans difficulté dans la place, et les Français s'empressent de prendre le contrôle de la porte. Le gros de la troupe resté à l'extérieur lance alors l'assaut et s'empare aisément de la ville. Les paysans, surpris, n'opposent guère de résistance, seuls les environs de l'auberge où était installé l'état-major des rebelles sont le théâtre d'un affrontement. 
Selon un journal républicain, la Gazette de Gand, une quarantaine d'insurgés sont tués lors du combat. Pour Paul Verhaegen, 15 insurgés sont tués lors de l'affrontement, 9 bourgeois de la ville sont également abattus par des soldats et de nombreux autres habitants sont blessés. Les Français font également plusieurs prisonniers qui sont envoyés à Gand. Afin de marquer les esprits, les 24 cadavres, entassés sur une charrette, sont promenés toute la journée dans les rues la ville, avant d'être jetés dans une fosse commune à l'extérieur de la ville.
Malgré leur échec à Audenarde, les insurgés de Renaix décident d'effectuer une nouvelle attaque sur cette ville. Le 27 octobre, en milieu de journée, le tocsin sonne dans les villages et 3 000 paysans se rassemblent à Leupegem. Mais ils sont devancés par la garnison républicaine d'Audenarde qui effectue une sortie. Les insurgés se dispersent, n'ayant pas eu le temps de se mettre en formation. Quatre soldats français et six rebelles sont tués dans la fusillade. 
Le 29, les soldats d'Audenarde, renforcées par des colonnes venues de Gand, Ath et Valenciennes reprennent la ville de Renaix aux insurgés. Six ou sept bourgeois, dont un fou, sont massacrés par des soldats. Les insurgés de Renaix se retirent sur Etikhove où ils se dispersent le 29 et le 30.